# 777 (nombre)
Le nombre 777 est un nombre entier naturel, situé, en base 10, entre 776 et 778.

## Arithmétique et mathématiques
Le nombre 777 est un nombre impair, un nombre sphénique, un nombre harshad et un nombre uniforme. Il est divisible par 1, 3, 7, 21, 37, 111, 259 et lui-même.
En arithmétique latine, il est écrit DCCLXXVII ; en arithmétique binaire, il est le nombre 1100001001.

## Autres utilisations du nombre
- Dans la Bible, Lamech, le père de Noé, meurt cinq ans avant le Déluge, à l'âge de 777 ans[1].
- En astronomie pour une galaxie elliptique située dans la constellation du Triangle, la NGC 777; un astéroïde de la ceinture principale, le 777 Gutemberga et une étoile binaire de la constellation du Cygne, Gliese 777.
- En aviation avec l'avion de ligne gros porteur de la compagnie Boeing, souvent surnommé triple sept dans le milieu aérien, le Boeing 777.
- Dans le clip promotionnel de l'album History, le chanteur Michael Jackson apparaît en uniforme avec un brassard portant le nombre 777.
- Le Mouvement de résistance afrikaner (afrikaans : Afrikaner Weerstandsbeweging, AWB) a pris le nombre 777 (symbolisé en triskèle pour son drapeau dans une symétrie de groupe cyclique) afin de l'opposer au nombre 666[2] qui est le nombre de la Bête associée à Satan ou à l'Antéchrist[3].
- C'est aussi le nombre utilisé sur la plupart des machines à sous aux États-Unis pour identifier un jackpot.

## Ouvrage
- La première parution de 777 a été publiée anonymement en 1909 puis fut l'une des œuvres les plus importantes de l'écrivain, poète, occultiste, tarologue et astrologue britannique Edward Alexander Crowley, son Liber 777[4]